# 베이징 다싱 국제공항

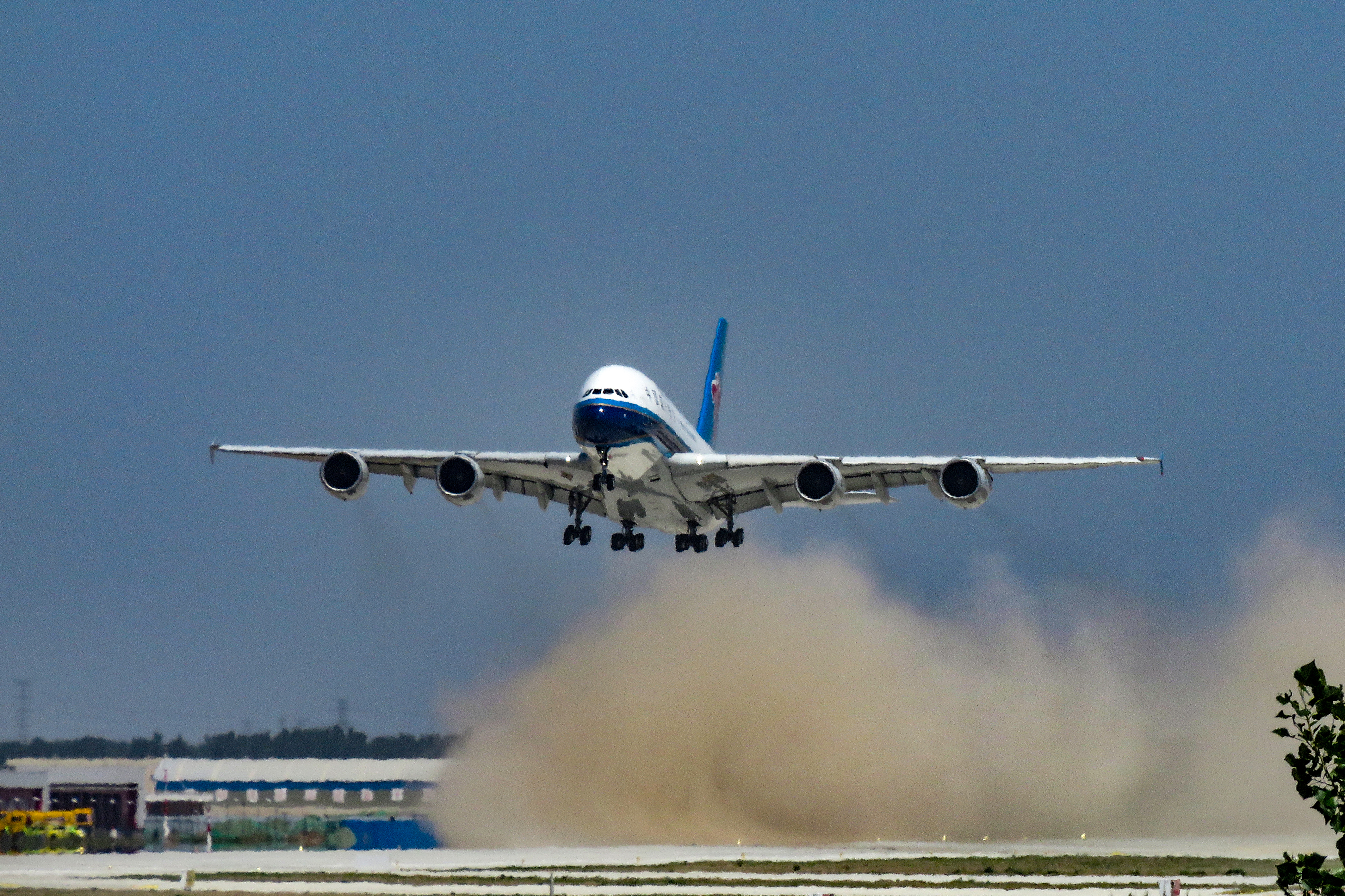
중국남방항공의 에어버스 A380-800이 시범 운행하는 모습

베이징 다싱 국제공항(중국어 간체자: 北京大兴国际机场, 정체자: 北京大興國際機場, 북경 대흥 국제공항, IATA: PKX, ICAO: ZBAD)은 중화인민공화국 베이징시 최남단의 다싱구와 허베이성 랑팡시 광양구에 걸쳐 건설된 국제공항이다. 베이징시 도심의 톈안먼 광장에서 남쪽으로 46km 떨어져 있다. 이 공항은 2019년 9월 25일에 개항하였고, 개항 다음날에 군-민 공용 공항인 베이징 난위안 공항의 기능을 일괄 이관받았다.
다싱 공항에는 베이징 수도 국제공항을 운행하던 중국 3대 항공사 중 중국동방항공과 중국남방항공의 노선이 대부분 이전할 예정이며, 베이징 노선을 처음 취항하는 항공사는 중국 국내외 항공사 여부를 불문하고 이 공항을 사용하게 된다.

## 역사
베이징 수도 국제공항이 포화 상태에 이를 것으로 예상되자, 중국 당국은 공항의 추가 확장이 더 이상 어렵다는 판단 아래 2006년부터 베이징 제2국제공항 건설에 관한 논의를 본격적으로 시작하였다. 이에 따라 2009년에 베이징시 다싱구에 제2국제공항을 건설하고, 공역(空域)이 겹치는 인근의 펑타이구 소재 난위안 공항을 폐쇄하기로 최종 결정하였다.
애초에 이 공항은 2010년에 착공해서 2015년에 개항할 계획이었으나, 막대한 사업 자금의 분담, 토지 수용, 주민 이주 등의 문제 때문에 착공이 계속 미루어지다가 2014년 12월 말에 착공되었고, 2019년 9월 25일에 5본의 활주로(민용 4본, 군용 1본)를 갖춰 개항하였다.
이 공항은 2021년에 연간 이용객 4,500만 명을 목표로 하고, 2025년에 7,200만 명이 이용할 것으로 계획하고 있으며, 최종적으로는 총 7본의 활주로(민용 6본, 군용 1본)를 갖추고 연간 1억 명 이상이 이용하는 국제공항으로 건설할 예정이다.
당초 스카이팀 제휴 항공사가 신공항인 다싱공항으로 이전하는 가운데 스타 얼라이언스에 소속되어 있는 항공사는 계속 기존 수도공항에 머무르자, 사실상 두 공항의 허브 역할이 분담될 것으로 계획됐다. 이는 2016년 중국 민간항공청이 다른 스카이팀 항공사와 함께 중국남방항공, 중국동방항공, 샤먼 항공 등이 신공항으로 이동하고 중국국제항공, 아시아나항공, 유나이티드 항공 등과 같은 스타 얼라이언스 항공사들은 기존 수도공항에 계속 잔류하겠다고 발표하면서 확인됐다. 2017년 12월 중국남방항공과 중국동방항공 그리고 베이징 수도항공의 다싱공항 이전 의향서를 제출하기 위해 신화통신의 보도를 통해 확인됐다.
10여객 항공사(중국남방항공, 차이나 유나이티드 항공, 상하이 항공, 베이징 캐피탈 항공, 허베이 항공은 스프링 항공, 준야오 항공, 샤먼 항공, 둥하이 항공)과 화물 항공사(중국 우편 항공)는 수도 공항 그룹과 협정들은 새로운 공항으로 들어오라고 신호를 보냈다.
CAAC는 닥싱 개항 이후 각 본토 중국 항공사(중국우체항공 제외)에 베이징 지역 공항 1곳만 서비스하도록 요구했으나, 원하면 외국 항공사(홍콩, 마카오, 대만 항공사 포함)가 두 공항 모두에서 운항할 수 있도록 했다. 중국 동부 그룹과 중국 남부 그룹은 각각 착륙 지점의 40%와 중국 본토와 국제 항공사의 나머지 20%를 할당받았다. 그러나, 2019년 5월 1일, 이 계획은 CAAC에 의해 변경되었으며, 중국 동부 그룹이 베이징 수도 공항에서 상하이-베이징 항공편을 계속 운항하는 대가로 중국 동부 그룹이 배정된 슬롯의 10%를 에어 차이나 그룹에 양도하였다.
원월드의 항공사들 중 영국항공과 말레이시아 항공은 런던 ~ 베이징 항공편과 쿠알라룸푸르 ~ 베이징 항공편을 기존 수도공항에서 다싱으로 이전할 예정이며, 핀에어는 헬싱키 ~ 다싱에서 출발하는 항공편을 신청하고 기존 수도공항으로 가는 일일 항공편을 보유할 예정이다. 아메리칸 항공은 중국남방항공과의 제휴에 따라 수도공항에서 다싱으로 항공편을 옮길 계획을 갖고 있다. 캐세이퍼시픽 항공과 캐세이 드래곤 항공은 수도공항에 계속 머물 생각이 있다고 한다. 2019년 2월 제휴에 의해 회원 항공사들이 다싱 국제공항에서 공식 공동 취항 계획을 검토하고 있다고 발표했다.
대한항공과 아시아나항공은 다싱에 취항하지 않는다. 현재 대한민국 국적사는 제주항공만 다싱에 취항하고 있다. 중국 국적사들이 2023년에 김포와 인천에서 다싱을 오고가는 직항편을 신설하여 김포와 인천 양쪽에서 다싱으로 접근이 가능하다.
다싱을 오고가는 대한민국 노선은 2023년 3월 26일에 중국남방항공이 김포 - 다싱 노선에 취항하며 첫 선을 보였다. 중국동방항공은 인천 - 다싱 노선을 취항했으며, 중국남방항공도 인천 - 다싱 노선을 운항한다.

## 운항 노선

### 국내선
| 항공사                 | 도착지 |
| ---------------------- | --- |
| 중국국제항공           | 광저우, 구이린, 구이양, 난닝, 난징, 난창, 난통, 닝보, 다롄, 단동, 란저우, 몐양, 바종, 상하이(푸둥), 상하이(홍차오), 샤먼, 샹라오, 선양, 선전, 시린후오터, 시안, 양저우, 옌지, 옌청, 우하이, 원저우, 이빈, 인촨, 자무쓰, 장더전, 장자제, 주하이, 징강산, 창춘, 청두(솽류), 청두(톈푸), 충칭, 치치하얼, 콴저우, 쿤밍, 타이저우, 통라오, 푸저우, 하얼빈, 하이커우, 항저우, 허페이, 후룬바이얼 |
| 베이질 캐피탈 항공     | 리장, 싼야, 샤먼, 시닝, 시솽반나, 시안, 우루무치, 유수, 지시, 쿤밍, 하이커우, 항저우, |
| 중국동방항공           | 둥잉, 뤄양, 루저우, 린이, 상하이(푸둥, 훙차오), 시닝, 하얼빈, 항저우, 화이안 |
| 중국남방항공           | 광저우, 난충, 다칭, 뤄양, 선전, 시닝, 안산, 옌지, 이우, 인촨, 쭌이, 지예양, 퉁런, 청더, 칭다오 |
| 차이나 유나이티드 항공 | 안순, 아얼산, 베이청, 바오터우, 바옌나오얼, 비제, 창사, 창즈, 청두, 츠펑, 츠저우, 다롄, 다퉁, 둥잉, 포산, 푸양, 광저우, 후룬베이얼, 한중, 하얼빈, 허페이, 헝양, 후허하오터, 화이안, 화이화, 후이저우, 진창, 쿤밍, 란저우, 롄윈강, 린이, 룽난, 룽옌, 뤼량, 만저우리, 난양, 닝보, 오르도스, 칭양, 치치하얼, 취저우, 르자오, 산밍, 상하이(푸둥, 훙차오), 상라오, 선전, 시옌, 퉁랴오, 퉁런, 우란하오터, 우란차부, 우루무치, 웨이하이, 원저우, 우하이, 우저우, 샤먼, 샹양, 시린하오터, 싱이, 신양, 옌안, 옌청, 옌타이, 이춘, 인촨, 잉커, 용저우, 웨양, 위린, 주하이 |
| 중국수도항공           | 난창, 메이시안, 리장, 산야, 시닝, 시솽반나, 시안, 얼롄하오터, 우루무치, 우슈, 지시, 하이커우, 항저우, 허페이 |
| 준야오 항공            | 상하이(푸둥) |
| 허베이 항공            | 구이린, 난징, 난창, 난퉁, 닝보, 몐양, 란저우, 산야, 싱이, 자란툰, 준이, 창춘, 청두, 항저우 |

### 국제선
| 항공사             | 도착지 |
| ------------------ | --- |
| 중국국제항공       | 서울(인천) |
| 중국남방항공       | 도쿄(하네다), 런던(히드로), 모스크바(셰레메티예보), 서울(김포), 서울(인천), 암스테르담, 오사카(간사이), 이스탄불(아르나부코이), 타슈켄트, 홍콩(첵랍콕) |
| 중국동방항공       | 모스크바(셰레메티예보), 서울(인천) |
| 베이징 캐피탈 항공 | 말레 |
| 준야오 항공        | 제주 |
| 티웨이항공         | 서울(인천) |
| 에어 마카오        | 마카오 |
| 홍콩 항공          | 홍콩(첵랍콕) |
| MIAT 몽골 항공     | 울란바타르 |
| 말레이시아 항공    | 쿠알라룸푸르 |
| 에어아시아         | 코타키나발루 |
| 에어아시아X        | 쿠알라룸푸르 |
| 로열 브루나이 항공 | 반다르스리브가완 |
| 캄보디아 항공      | 프놈펜 |
| 타이 에어아시아    | 치앙마이 |
| 사우디아 항공      | 리야드, 제다 |
| 에티하드 항공      | 아부다비 |
| 카타르 항공        | 도하 |
| 영국항공           | 런던(히드로) - (2024년 10월 26일 단항) |
| 스위스 국제항공    | 취리히 |
| 아에로플로트       | 모스크바(셰레메티예보) |
| 오로라 항공        | 블라디보스토크 |
| S7 항공            | 노보시비르스크, 이르쿠츠크 |
| LOT 폴란드 항공    | 바르샤바 |

### 화물 노선
| 항공사    | 도착지               |
| --------- | -------------------- |
| 룽에어    | 우시                 |
| 징동 항공 | 선전                 |
| SF 항공   | 상하이(푸동), 항저우 |

## 같이 보기
- 베이징 수도 국제공항
- 베이징 난위안 공항
- 중화인민공화국의 공항 목록